# چوینلی
چوینلی، روستایی است کرمانجی نشین و از توابع بخش باجگیران شهرستان قوچان در استان خراسان رضوی ایران.

## جمعیت
این روستا در دهستان دولتخانه قرار داشته و بر اساس سرشماری سال ۱۳۸۵ جمعیت آن ۱۱۷ نفر (۲۸ خانوار)
بوده است.